# Vos Logistics
Vos Logistics BV este o companie olandeză de transporturi rutiere de mărfuri.